# Saint-Jean-d'Hermine
Saint-Jean-d'Hermine is een fusiegemeente (commune nouvelle) in het Franse departement Vendée in de regio Pays de la Loire. De gemeente maakt deel uit van het arrondissement Fontenay-le-Comte.

## Ontstaan
Saint-Jean-d'Hermine is op 1 januari 2025 ontstaan door de fusie van de gemeenten Saint-Jean-de-Beugné en Sainte-Hermine.